# Portugal en los Juegos Olímpicos de Turín 2006
Portugal estuvo representado en los Juegos Olímpicos de Turín 2006 por un deportista que compitió en esquí de fondo.  
El portador de la bandera en la ceremonia de apertura fue el esquiador Danny Silva. El equipo olímpico portugués no obtuvo ninguna medalla en estos Juegos.